# Marken
Die Marken (italienisch Marche) sind eine Region auf der Apenninhalbinsel in Mittelitalien. Sie befinden sich zwischen der Adria und dem Apennin. Im Norden grenzen die Marken an die Emilia-Romagna und an die Republik San Marino, im Süden an die Abruzzen sowie westlich an die Regionen Toskana, Umbrien und Latium. Die Region hat eine Fläche von 9694 Quadratkilometern und 1.482.746 Einwohner (Stand 31. Dezember 2023). Sie besteht aus den Provinzen Ancona, Ascoli Piceno, Fermo, Macerata und Pesaro-Urbino. Die Hauptstadt der Marken ist Ancona.

## Lage
Die Marken sind geographisch dreigeteilt. Im Ostteil, an der Adria, gibt es Küstenebenen mit den drei Städten Ancona, Pesaro und Fano. Westlich angrenzend, stellenweise unmittelbar hinter der Küste, erhebt sich das Hügelland mit den alten Städten Urbino und Ascoli Piceno. Die Grenze zu Umbrien bildet wiederum der Umbrisch-Markesische Apennin, dessen höchste Erhebung der 2476 Meter hohe Monte Vettore ist. Im Südwesten schließt sich der Abruzzische Apennin an.

### Wallfahrtsort
Der südlich von Ancona gelegene Ort Loreto ist durch die Loretowallfahrt einer der bedeutendsten Wallfahrtsorte der katholischen Welt.

### Flüsse
Die großen Flüsse der Marken fließen durch die nach ihnen benannten Täler vom Apennin in die Adria. Von Nord nach Süd münden der Foglia beim Hafen von Pesaro, der Metauro östlich von Fano, der Cesano bei Cesano (Stadtteil von Senigallia), der Misa in Senigallia, der Esino bei Falconara Marittima, der Potenza bei Porto Recanati, der Chienti südlich von Civitanova Marche, der Tenna bei Porto Sant’Elpidio, der Aso bei Pedaso und der Tronto südlich von San Benedetto del Tronto (als Grenzfluss zwischen den Marken und den Abruzzen) in die Adria.

## Geschichte

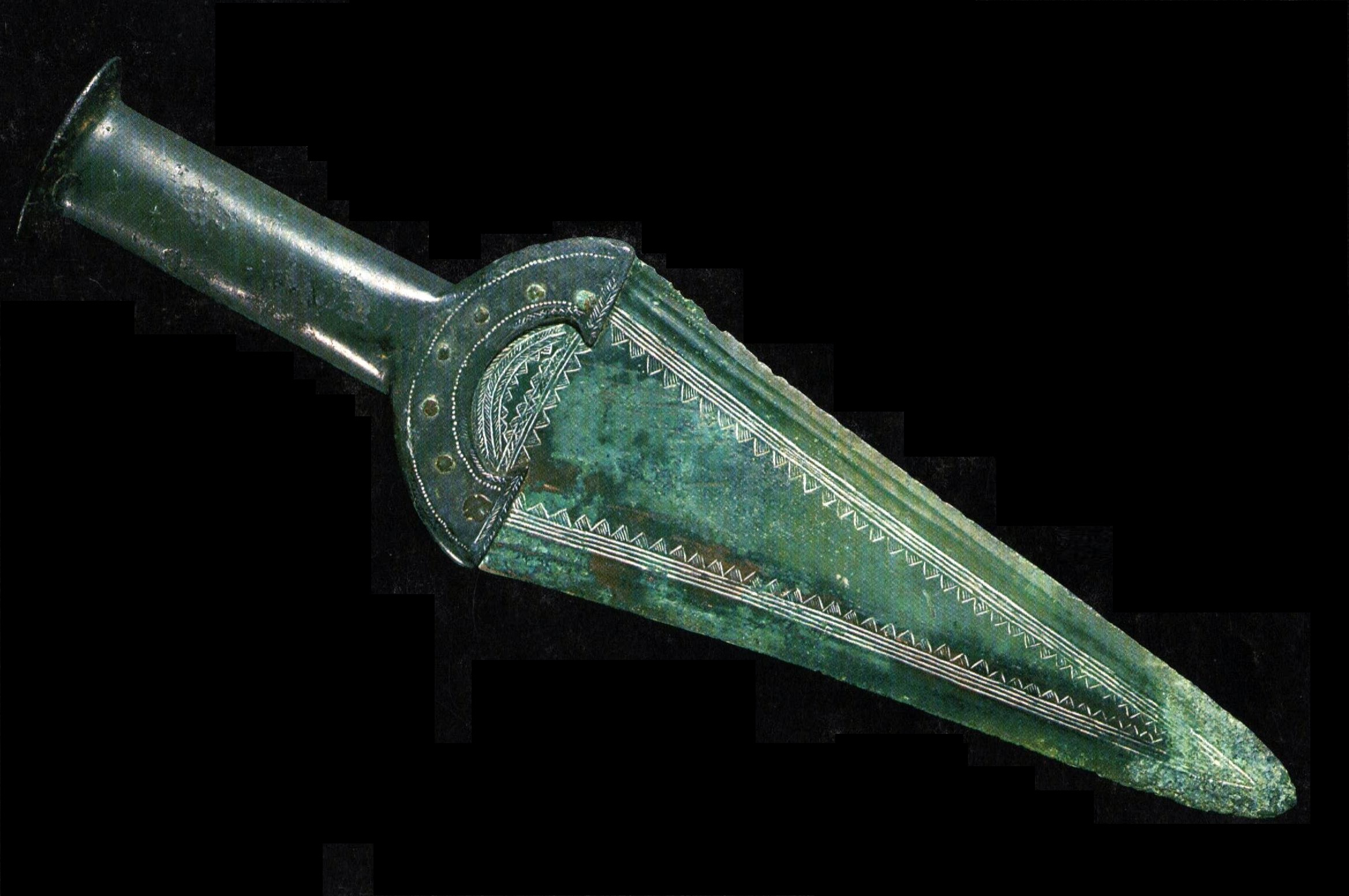
Frühbronzezeitlicher Dolch aus Ripatransone, Archäologisches Nationalmuseum der Marken

Mehr als 30 Fundstätten (Stand: 2005) von Artefakten der frühen menschlichen Geschichte befinden sich in den Marken – vom Altpaläolithikum (Contrada Paradiso in Jesi, Dorsale di Cingoli, Monte Conero, Ager cuprensis, „La Quercia“) über das Mittelpaläolithikum (die warmzeitliche Fundstätte Boccabianca, Fundstätten im Esino- und im Potenzatal) bis zum Jungpaläolithikum. Dabei liegt zwischen der Besiedlung durch mittelpaläolithische Neandertaler des Moustérien und jungpaläolithische Cro-Magnon eine große zeitliche Lücke. Während der letzten Kaltzeit lebten in der Region sogar während der Zeit der maximalen Eisausdehnung Menschen, nämlich am Ostrand der Markenkette. Spuren dieser Menschen finden sich in Höhlen und Abri, aber auch in den Schluchten von Rossa und Sentino.
Das Mesolithikum – die Phase der letzten Jägerkulturen, welche mehrere Jahrtausende nach der letzten Kaltzeit bestanden – ist hingegen nur durch eine einzige Fundstätte repräsentiert, die Gemeinde Pieve Torina.

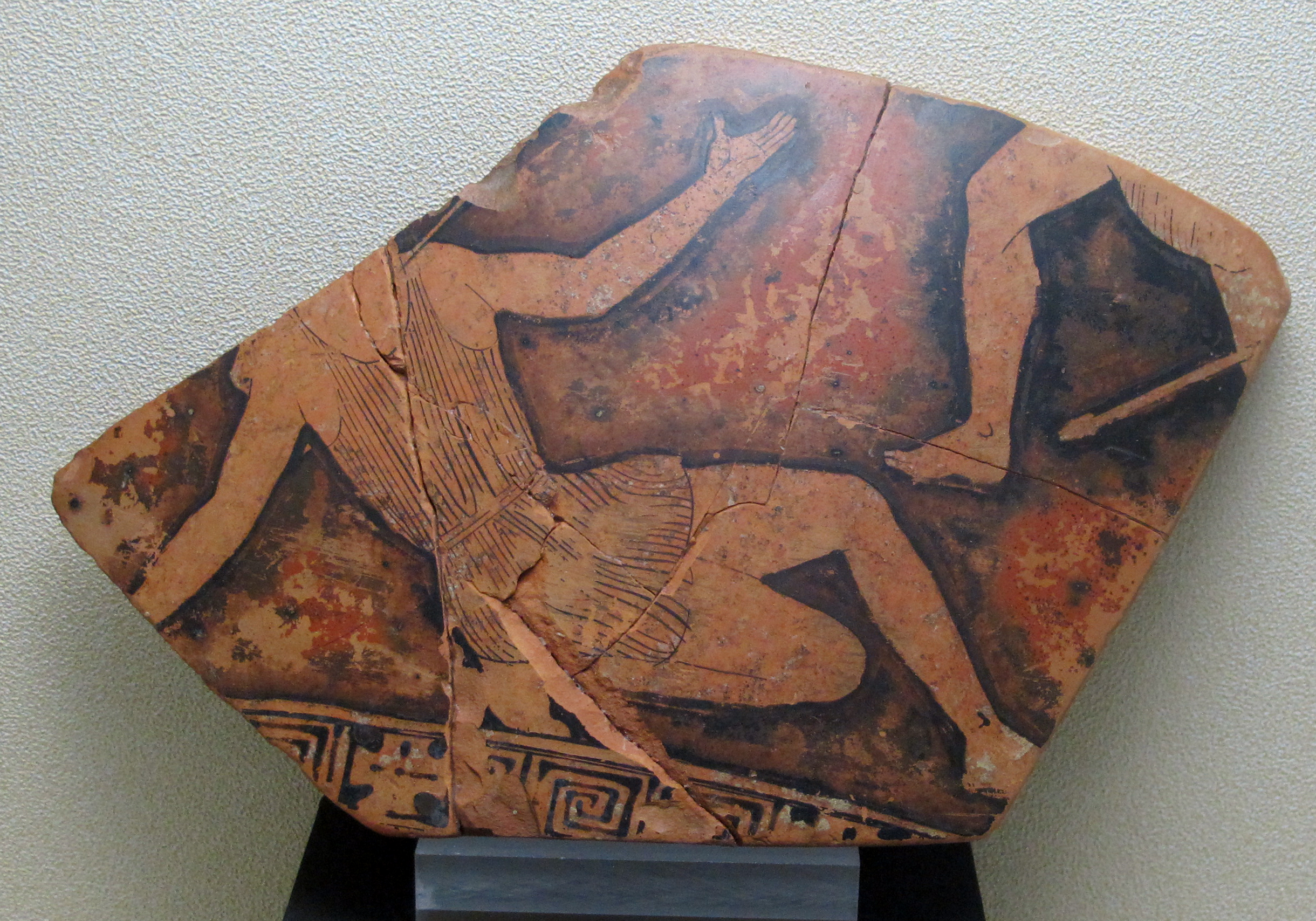
Scherbe eines Kraters aus Pesaro, 5. Jahrhundert v. Chr.

Das Gebiet der Marken war im Neolithikum von einer bäuerlichen Bevölkerung besiedelt. Wichtige Fundstätten sind die Siedlungen von Monte Cappone, Castel Rosino oder Coppetella.
Funde bei Tolentino erweisen ab dem frühen 2. Jahrtausend vor Christus mykenischen Einfluss. In der frühen, nunmehr durch Schriftquellen fassbaren Geschichte lebten die Picener in den Marken und den nördlichen Abruzzen. Weitläufiger Handel prägte ihre Kultur. So kamen Waren aus dem etruskischen Gebiet in die Marken, ebenso wie attische Keramik. Herausragend sind hier das Alabastron mit schwarzer Figur-Bemalung des 6. Jahrhunderts v. Chr., das in Monteroberto entdeckt wurde sowie eine Kylix, die dem Maler von Ancona (460 v. Chr.) zugeschrieben wird und aus der Nekropole von Pianello stammt. Syrakus gelang es, mit Ancona eine Kolonie zu gründen. Um 500 v. Chr. entstand zudem – mit dem Herkules von Castelbellino – eine der ältesten Bronzeskulpturen Italiens.

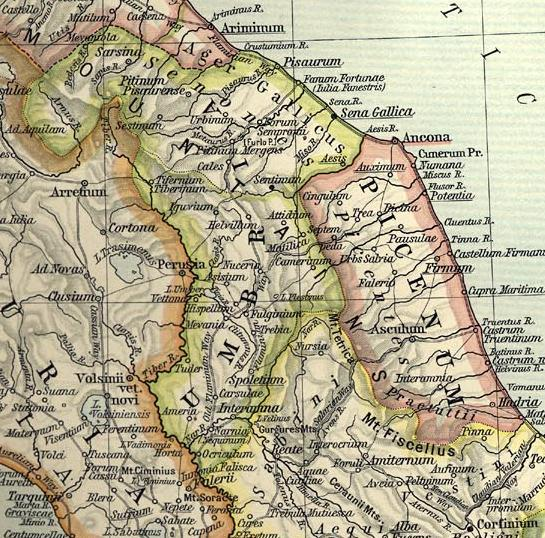
Umbria und Picenum, William R. Shepherd: The Historical Atlas (1911)

In römischer Zeit gehörte das Gebiet der Marken zu Umbria et Ager Gallicus sowie Picenum. Die Picener, 299 v. Chr. mit Rom verbündet, wurden nach einem Abfall von den Römern unter Publius Sempronius Sophus 269/68 v. Chr. unterworfen, die Hauptstadt der Picener, Asculum, besetzt. Im Zuge des Bundesgenossenkrieges der Jahre 90 bis 89 v. Chr. erhielten die Picener das Römische Bürgerrecht.
Der Begriff „Marken“ entstand aus der Bezeichnung Mark für ein Grenzgebiet des Römisch-deutschen Reiches. Erstmals taucht der Name Marca in der karolingischen Zeit auf, dabei bezeichnete Marca Fermana den bergigen Teil von Picenum, Marca Camerinese die nördlichere Gegend, die einen Teil Umbriens umfasste, und Marca Anconitana die frühere Pentapolis.
1080 erhielt Robert Guiskard die Marca Anconitana als Lehen von Gregor VII., dem die Gräfin Mathilde von Tuszien die Marken Camerino und Fermo abtrat. Für 1105 ist dokumentiert, dass Heinrich IV. das gesamte Territorium der drei Marken unter dem Namen Mark Ancona vergab. Danach fiel es wiederum an die Kirche und wurde als Teil des Kirchenstaates von päpstlichen Legaten verwaltet.
Im Norden der Region etablierte sich das Herzogtum Urbino, das bis 1631 als souveräner Staat bestand.
Die Marken wurden 1860 Teil des Königreichs Italien. Dabei stimmten am 4./5. November 1860 133.807 Wahlberechtigte für den Anschluss an Italien, nur 1212 dagegen.
Mit den Lateranverträgen von 1929 gab der Heilige Stuhl offiziell seinen Anspruch auf das Gebiet des ehemaligen Kirchenstaates und damit auch auf die Marken auf.

## Verwaltung und Wirtschaft

Provinzen der Marken

Die Region Marken gliedert sich in die folgenden fünf Provinzen auf: Stand: 31. Dezember 2023
| Provinz           | Hauptstadt    | ISO   | Gemeinden | Einwohnerzahl (31. Dezember 2023) | Fläche (km²) | Bevölkerungs- dichte (Einw./km²) |
| ----------------- | ------------- | ----- | --------- | --------------------------------- | ------------ | -------------------------------- |
| Ancona            | Ancona        | IT-AN | 47        | 461.629                           | 1.940,16     | 238                              |
| Ascoli Piceno     | Ascoli Piceno | IT-AP | 33        | 200.897                           | 1.228,23     | 164                              |
| Fermo             | Fermo         | IT-FM | 40        | 167.345                           | 862,77       | 194                              |
| Macerata          | Macerata      | IT-MC | 55        | 302.993                           | 2.773,75     | 109                              |
| Pesaro und Urbino | Pesaro        | IT-PU | 53        | 349.882                           | 2.564,21     | 136                              |
| Marken            | Ancona        | IT-57 | 228       | 1.482.746                         | 9.694,06     | 131                              |

Im Vergleich mit dem Bruttoinlandsprodukt der Europäischen Union, ausgedrückt in Kaufkraftstandards, erreichte die Region 2015 einen Index von 93 (EU-28: 100). Mit einem Wert von 0,896 erreichen die Marken Platz 7 unter den 21 Regionen und autonomen Provinzen Italiens im Index der menschlichen Entwicklung.
Im Jahr 2017 betrug die Arbeitslosenquote 10,6 %.